# Біографічний роман
Рома́н біографі́чний — жанровий різновид роману, в центрі опису якого — життя певної історичної особи — вченого, полководця, письменника, митця, суспільного діяча тощо.
Біографічний роман спирається на документи, водночас значна роль у ньому відводиться художньому вимислу, який белетризує твір, нерідко заповнює прогалини у біографічних даних. Продуктивний жанр 20 ст.
Приклади біографічного роману — «Біографія Ф. Тютчева» І. Аксакова, «Величне і земне» Дж. Вейса, «Молодість короля Генріха IV» Г. Манна, «Тарасові шляхи» О. Іваненко, «Дочка Прометея» М. Олійника, «Сторонець» Р. Андріяшика, «Марія Башкирцева» М. Слабошпицького та ін. Значна доля біографізму — в романах «Мертва зона» Є. Гуцала, «Чайка» Д. Бузька.